# لوتک (هامون)
لوتک، روستایی در دهستان لوتک بخش مرکزی شهرستان هامون در استان سیستان و بلوچستان ایران است. این روستا. مرکز دهستان لوتک است.
این روستا در ۳۱ کیلومتری جنوب شرقی شهر زابل و در ۱۴ کیلومتری جنوب غربی محمدآباد و در مسیر جاده زابل- زاهدان قرار دارد.

## جمعیت
بر پایه سرشماری عمومی نفوس و مسکن در سال ۱۳۹۵، جمعیت این روستا برابر با ۹۷۷ نفر (۲۴۸ خانوار) بوده است.